# بخش حتی
بخش حُتی یکی از بخش‌های تابعه شهرستان لالی در استان خوزستان در جنوب غربی ایران است.

## تقسیمات کشوری
- بخش حُتی
  - دهستان جاستون شهه
  - دهستان حتی
- شهر : تراز

## جمعیت
بنابر سرشماری مرکز آمار ایران، جمعیت بخش حُتی شهرستان لالی در سال ۱۳۸۵ برابر با ۸۳۹۳ نفر بوده است.